# Teodoro Ardemans

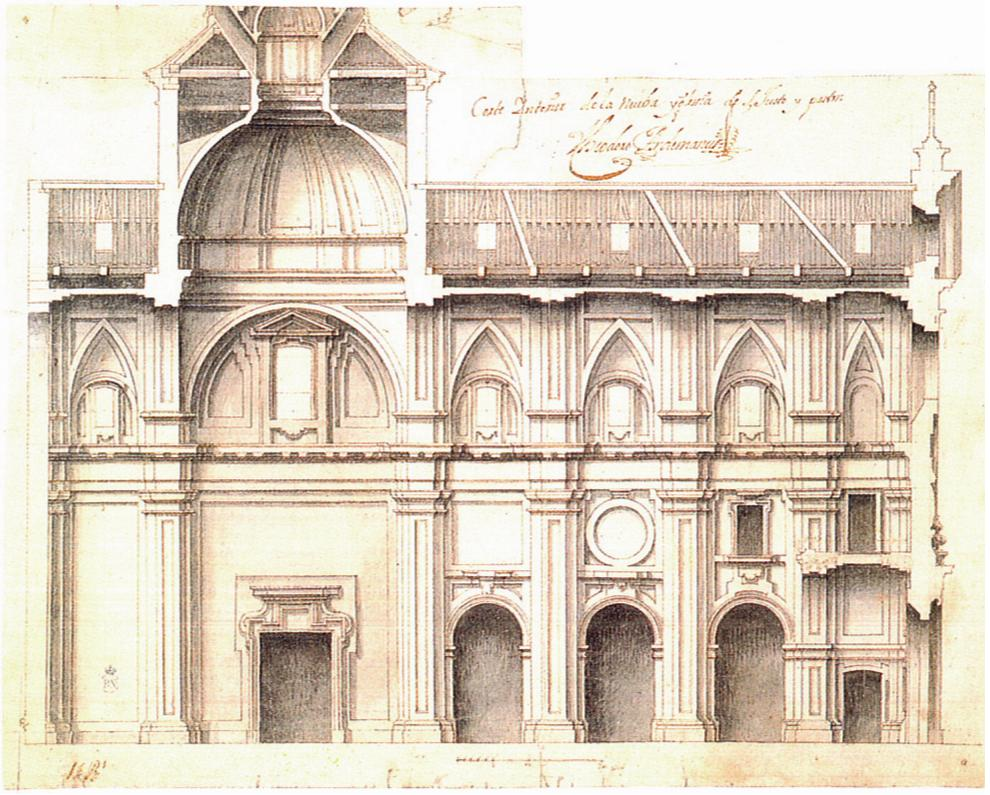
Projecte de l'església Santos Justo y Pastor de Madrid.

Teodoro Ardemans (Madrid, 1664 - 15 de febrer de 1726) va ser un pintor, tractadista, mestre d'obres i arquitecte espanyol.

## Biografia
De pare alemany, des de ben jove estigué interessat en la pintura i en l'arquitectura. Va estudiar matemàtiques dels 16 als 18 anys, i després es va dedicar a la perspectiva i l'òptica, les construccions realitzades en pedra, la maçoneria, la fusta i els metalls, sota la direcció del seu mestre, Claudio Coello. Als 25 anys va ser escollit entre dotze famosos arquitectes per dur a terme la volta de creueria de pedra del cor de la catedral de Granada, la qual va traçar, modelar i executar, obtenint el títol de mestre d'obres de la catedral. A Granada va dur a terme l'anivellament per tal de conduir un torrent d'aigua a la plana al·luvial, que havia de regar set llegües de serra i vall, i deixà plantejades la construcció d'un seguit d'esglésies de l'arquebisbat. Als 27 anys va tornar a Madrid, i l'ajuntament li atorgà el títol de mestre d'obres, sempre que estigués absent o malalt el propietari del títol. Amb 30 anys va obtenir el títol de mestre d'obres de la catedral de Toledo, atorgat per l'arquebisbe Luis de Portocarrero. El 1700 la vila va atorgar-li en propietat el títol de mestre d'obres i lampista major interí. Poc després, Felip V el va nomenar mestre major de les obres que fossin encarregades per la casa reial, i el 1704 el feu pintor de cambra. Exercí aquests càrrecs fins a la seva mort, el 15 de febrer de 1729. Com demanà al seu testament de 1724, fou enterrat al convent dels Pares Caputxins de San Antonio.
Al llarg de la seva vida es va casar dues vegades: el primer matrimoni fou amb Isabel de Aragón, i el segon amb Felipa de la Lastra. Va tenir com a fills als frares agustins recol·lectes José del Espíritu Santo i Nicolás de Santa Bárbara, i una única filla, Vicenta Ardemans, que esdevingué la seva hereva; aquesta es casà amb Francisco Salazar, relator del Consell de Castella.
Les obres són nombroses, entre elles hi ha el traçat de la capella, palau i jardins del Reial Lloc de San Ildefonso (1718), l'església de San Millán de madrid (1722), el túmul del Delfí de França per a les exèquies realitzades al convent de la Encarnación (1711) i el de la reina Maria Lluïsa de Savoia al mateix lloc (1715). Així mateix, destaca el seu dibuix en una famosa estampa de Felip V a cavall, que va aparèixer en l'obra Viajes de este monarca á Italia d'Antonio de Ubilla. També va escriure alguns llibres, com Declaración y extensión sobre las Ordenanzas, on tracta i analitza les ordenances realitzades de Juan de Torija, i aquelles practicades a Toledo i Sevilla, amb advertències als paletes i particular en el govern polític de les construccions, i Fluencias de la tierra y curso subterráneo de las aguas (1724).